# うーたん
うーたんは、NHK Eテレで放送されている幼児向け番組『いないいないばあっ!』に登場した操り人形のキャラクターである。2003年4月から番組に登場し、2023年3月で番組を引退した。 キャラクターデザインはまついあや、声は間宮くるみが担当していた。主なコーナーに「うーたんといっしょ」などがある他、歌コーナー、アニメ、人形劇のシーンにも登場する事があった。

## キャラクター、性格
「音楽の国」生まれ。「音楽の国」にある「音楽の森」に住んでいる小さな妖精。一人称は「うーたん」。男の子でも女の子でもない。年齢は1歳半くらい。誕生日は「ひみつ」。肌の色は薄い黄色。頭部から左右に伸びている花柄の丸い物体がトレードマークである。この中にはマラカスが仕掛けられている。赤かオレンジ色に近い色の服を着ており、その服には上から順に赤、黄色、緑のボタンらしきものがある。好きな色は黄色。かくれんぼが得意。性格は基本的に陽気で、いつも明るい。時々やんちゃで、いたずら好きな面を見せることもある。登場するときは基本的に元気であることをアピールする（例えば、登場時の決め台詞「うーたん、げんき!げんき!!」など）。
「うーたん」の由来は歌が好きであることから。
歌が好きで、嬉しいことがあるときは「ウーッ、うーたん!」という鳴き声とともに顔を左右に振って頭部のマラカスを鳴らす。ぬいぐるみの場合は鈴が入っている。好きな食べ物はのり巻きとお茶。
前述の通り「音楽の国」の妖精だが、2007年には舞台が「森の国」に、2011年には舞台が「お日様の国」に、2015年には舞台が「遊びの国」に、2019年には舞台が「笑顔の国」に変わった後も引き続き出演しており、番組の歴代の操り人形（サブキャラクター）の中では出演期間が最長である。
2023年3月で『いないいないばあっ!』を引退した。番組への出演期間は20年間に及んだ。番組降板後もステージショー「ワンワンわんだーらんど」には引き続き出演していたが2024年3月の公演で『宇宙をお散歩したい』とのことで降板し、通算21年間の出演に幕を下ろした。
「ワンワンわんだーらんど」降板後も不定期にゲスト出演している。
・2024年5月の大阪公演には、降板時と同様宇宙服の姿で登場。この時点ではまだ宇宙に行っておらず、宇宙船を作っていたという設定であった。また、同公演が後任であるぽぅぽとの初共演となった。
・同年7月のNHKホール公演で正式に宇宙に旅立った。
・同年12月の高松公演では、宇宙から帰還後の設定であり、降板後初めて通常の姿で登場した。
その他、2025年7月26日放送分の「沼にハマってきいてみた」に特別出演予定。

## 仲間
ぐーたん、バコン、ハミガキマン、モウフー、チャップン、クックー、オマルン、ベンキー、ローリー、ローラー、ティーちゃん、キャンキャン、ゴットン、バケッパ、パッパといった15名の仲間がいる。

## 関連グッズ
- キャラクターの大きさそのままのぬいぐるみ（大・小）
- うーたんの背中に赤いマントを着せた変身キャラクター「うーたんマン」のぬいぐるみ
- うーたんハンドマペット

などがある。
なお、キャラクターグッズのブランドは番組名ではなく「ワンワンとうーたん」（Wanwan & U-tan）となっているものがある。

## 関連アプリ
- うーたんといっしょ